# Comuna Lîman Perșîi, Reșetîlivka
Lîman Perșîi (în ucraineană Лиман Перший) este o comună în raionul Reșetîlivka, regiunea Poltava, Ucraina, formată din satele Buzînivșciîna, Lîman Perșîi (reședința), Mîrne și Turî.

## Demografie
Componența lingvistică a comunei Lîman Perșîi
     Ucraineană (96,25%)
     Rusă (2,93%)
     Alte limbi (0,65%)
Conform recensământului din 2001, majoritatea populației comunei Lîman Perșîi era vorbitoare de ucraineană (96,25%), existând în minoritate și vorbitori de rusă (2,93%).